# 島津久照
島津 久照（しまづ ひさてる、安永7年10月6日（1778年11月24日） - 文化13年5月4日（1816年5月30日））は、江戸時代後期の薩摩藩士、加治木島津家第7代当主。
幼名は善次郎、通称は又八郎、兵庫。

## 略歴
安永7年（1778年）10月6日、島津久徴の子として生まれる。寛政12年（1800年）、父の隠居により家督相続し、加治木領主となる。
文化5年（1808年）、近思録派により領内の仕置が不届きとの理由で、父久徴共々処分を受けた。文化13年（1816年）5月4日没。享年39。家督は今和泉島津忠厚の嫡子久徳が相続した。

## 系譜
- 父：島津久徴
- 母：島津久芳の娘
- 養子：島津久徳